# Онега (город)
Оне́га — город (с 1780) в Архангельской области России. Административный центр Онежского района.
Город областного значения, при этом в рамках Онежского муниципального района образует муниципальное образование Онежское со статусом городского поселения как единственный населённый пункт в составе последнего.

## Этимология
Город получил своё название по реке Онега, в устье которой он расположен. По наиболее распространённому мнению, название реки восходит к фин. eno-joki «большая река»: прасаам. *εno, кильд. jäänn, jān- «большая река», фин. eno «большая река, поток, фарватер», карел. eno «глубокое место, фарватер (в реке)».

## География
Онега расположена на северо-западе Европейской части России в Архангельской области в устье реки Онеги. Центр города находится в 7 км от Онежской губы Белого моря, напротив устья реки Поньги (левого притока Онеги), в 150 км к юго-западу от Архангельска, областного центра (263 км по железной дороге). Город соединён с Архангельском также автодорогой.
Большая часть города располагается на правом берегу реки Онеги (имеющей здесь ширину 800—1100 м), меньшая — на левом (посёлки Поньга и Легашевская запань). Город вытянут на 7 км вдоль реки; кроме отмеченных левобережных посёлков, в нём выделяются посёлки Лесозавод (ОЛДК), Шалга, Горный, Дальний. Часть города с преимущественно частной застройкой к востоку (выше по реке) от современного центра называется Верховьем. Она имеет сохранившуюся с дореволюционных времён прямоугольную планировку, состоящую главным образом из трёх параллельных реке проспектов и пересекающих их улиц; именно Верховье является исторической Онегой (вместе с нынешней центральной частью, а также ныне недействующим левобережным лесозаводом в устье Поньги), большинство других частей города возникли или вошли в его состав после 1917 года.
Кий-остров, находящийся в Белом море напротив устья реки Онеги, также включён в город.

### Климат
Климат субарктический (Dfc по Кёппену), умеренно континентальный с частыми вторжениями циклонов и большим количеством осадков; характеризуется умеренно-тёплым летом (с июня по август) и умеренно-мягкой (для северных широт) зимой. Это обусловлено приморским положением и влиянием Атлантики.
Устойчивый снежный покров образуется в середине ноября и сохраняется до третьей декады апреля. Продолжительность его залегания в Онеге составляет 150—170 дней. Средняя высота снежного покрова от 20 см в декабре до 40—45 см в середине зимы, максимальных значений — 50—60 см — достигает в марте.
- Среднегодовая температура воздуха: +2,7 °C
- Относительная влажность воздуха: 79 %
- Средняя скорость ветра: 2,4 м/с

| Показатель                    | Янв.  | Фев.  | Март  | Апр. | Май   | Июнь | Июль | Авг. | Сен. | Окт.  | Нояб. | Дек.  | Год   |
| ----------------------------- | ----- | ----- | ----- | ---- | ----- | ---- | ---- | ---- | ---- | ----- | ----- | ----- | ----- |
| Абсолютный максимум, °C       | 6,1   | 5,1   | 13,4  | 25,9 | 32,5  | 33,2 | 35,8 | 34,4 | 27,4 | 19,8  | 11,1  | 7,7   | 35,8  |
| Средний суточный максимум, °C | −7,2  | −6,3  | −0,8  | 6,0  | 13,4  | 18,9 | 22,2 | 19,2 | 13,4 | 5,6   | −0,9  | −4,4  | 6,6   |
| Средняя температура, °C       | −10,2 | −9,6  | −4,8  | 1,4  | 8,0   | 13,7 | 17,1 | 14,4 | 9,5  | 3,2   | −3,1  | −6,9  | 2,7   |
| Средний суточный минимум, °C  | −13,4 | −13   | −8,6  | −2,5 | 3,6   | 9,0  | 12,5 | 10,4 | 6,4  | 1,1   | −5,3  | −9,8  | −0,8  |
| Абсолютный минимум, °C        | −42,1 | −42,5 | −38,5 | −26  | −14,6 | −3,4 | −0,4 | −3   | −4,9 | −19,3 | −32,2 | −41,2 | −42,5 |
| Среднее число дней с осадками | 26    | 24    | 22    | 18   | 20    | 18   | 17   | 19   | 21   | 25    | 27    | 28    | 265   |
| Норма осадков, мм             | 44    | 32    | 30    | 28   | 45    | 63   | 74   | 77   | 68   | 69    | 55    | 51    | 636   |
| Средняя влажность, %          | 84    | 83    | 79    | 72   | 69    | 68   | 72   | 78   | 83   | 87    | 88    | 86    | 79    |
| Средняя скорость ветра, м/с   | 2,4   | 2,3   | 2,5   | 2,3  | 2,6   | 2,5  | 2,3  | 2,2  | 2,4  | 2,7   | 2,6   | 2,5   | 2,4   |
| Источник: Погода и климат     |       |       |       |      |       |      |      |      |      |       |       |       |       |

| Показатель              | Янв. | Фев. | Март | Апр. | Май  | Июнь | Июль | Авг. | Сен. | Окт. | Нояб. | Дек. | Год  |
| ----------------------- | ---- | ---- | ---- | ---- | ---- | ---- | ---- | ---- | ---- | ---- | ----- | ---- | ---- |
| Абсолютный максимум, °C | 0,0  | 0,0  | 0,0  | 5,4  | 17,6 | 25,5 | 26,5 | 26,7 | 18,2 | 12,4 | 4,2   | 1,3  | 26,5 |
| Средняя температура, °C | 0,0  | 0,0  | 0,0  | 0,1  | 6,4  | 15,4 | 19,2 | 16,6 | 10,6 | 4,0  | 0,4   | 0,0  | 4,8  |
| Абсолютный минимум, °C  | 0,0  | 0,0  | 0,0  | 0,0  | 0,0  | 6,9  | 12,1 | 8,9  | 3,5  | 0,0  | 0,0   | 0,0  | 0,0  |

## История
Впервые Онега упомянута как погост «на мори», один из множества пунктов для сбора урока в уставной грамоте новгородского князя Святослава Ольговича, выданной в 1137 году Софийскому собору об изменении сборов в пользу Новгородской епархии.  Однако другие авторы[кто?] отождествляют данный погост либо с Нёноксой, либо с Уной. На карте «Земля Новгородская» (XII—XIII вв.) поселение в устье реки Онеги обозначено как Погост на море.
Под 1555/1556 годом в сотной книге Турчасовского стана Каргопольского уезда упоминаются «на усть Онеги у Пречистенькой волостка Усть-Онежская,.. в тои же волостки на усть Онеги реки погост а в нем церков Успене пречистые да другая теплая церков Никола чюдотворец… К тому ж погосту деревня церковная,.. да тое же деревни угодия за Онегою на усть Поньги реки да на море против Онежского устья Кии остров с варницами». До XVII века Усть-Онега входила в состав Турчасовского стана Каргопольского уезда. В середине XVI века на территории нынешней Онеги отмечаются поморские деревни Даниловская, Кишутинская, Мининская, а также (в отдалении, на Андозере) Окатовская; центр куста деревень составлял погост с двумя деревянными церквями на месте современного Дворца культуры в центре Онеги.
В 1613 году погост был разорён польско-литовскими отрядами в ходе интервенции Речи Посполитой. 
После основания Крестного монастыря на Кий-острове патриархом Никоном в 1656 году упомянутые деревни были приписаны к монастырю. В 1764 году в ходе секуляризации монастырских земель они были причислены в ведение Каргопольской воеводской канцелярии Белозерской провинции Новгородской губернии, а в 1776 году переданы под управление Архангельской губернской канцелярии. Поселение (группа деревень, волость) в устье Онеги на тот момент фигурировало под названием Устьенское или Усть-Янское.
Статус города (вначале под названием Онег) поселение получило указом Екатерины II от 25 января (5 февраля)  1780 года; в том же году, 2 (13) октября 1780 года, Онега стала уездным городом вновь образованного Онежского уезда Архангельской области Вологодского наместничества и получила утверждённый герб. На тот момент население занималось в основном заготовкой леса и лесопилением, зверобойным промыслом, рыбной ловлей, торговлей. 26 марта (6 апреля)  1784 года город вместе с уездом перешёл в Архангельское наместничество, которое позже указом Павла I от 12 (23) декабря 1796 года было преобразовано в Архангельскую губернию.
С середины XVIII века город развивался как центр лесопиления и лесозаготовки. Первые лесопильные заводы в Онеге были построены в 1756 году графом П. И. Шуваловым, получившим исключительное право на рубку лесов в бассейне р. Онеги. Эту привилегию выкупил англичанин Вильям (Василий Васильевич) Гом, который в 1750–1760-х гг. построил в Онеге 3 лесопилки, 2 корабельные верфи, прядильный двор, канатную фабрику; на о. Кий — базу для погрузки леса на суда. В 1781 году был официально открыт Онежский морской порт, действующий до настоящего времени и бывший на тот момент первым лесоэкспортным центром в России. 
31 июля 1918 года отряд американских и британских интервентов под командованием полковника Кадберта Джона Мэси Торнхилла захватил Онегу.
С 9 апреля 1924 года город в связи с отменой уездов стал районным центром Онежского района, который относился сначала к Архангельской губернии, затем (1929) к Северному краю, с 1936 года к Северной области, с 1937 года к Архангельской области. Статус города был подтверждён указом ВЦИК от 6 июня 1925 года.
На 1934 год Онега была вторым после Архангельска лесоэкспортным портом Архангельской области, в городе и его окрестности было развито рыболовство (вылов сёмги, наваги, сига, сельди). Во время Великой Отечественной войны, осенью 1941 года город стал конечной станцией железнодорожной ветки от линии Обозерская — Беломорск. На 1954 год в городе работали предприятия лесной промышленности (два лесопильных и гидролизный заводы, лесоперевалочная база, 2 лесосплавные запани — Легашевская на левом берегу и Талецкая — на правом), рыбный завод, предприятия местной промышленности, совхоз; средняя, 3 семилетние, 5 начальных школ, Дом культуры, кинотеатр, Дом пионеров, 3 клуба, 9 библиотек, краеведческий музей, 3 стадиона, дом отдыха. 
С 9 февраля 1963 года Онега получила статус города областного подчинения.
На 1974 год в городе было 4 средних и восьмилетняя школы. Лесозаводы объединились в лесопильно-деревообрабатывающий комбинат (ЛДК), работали также гидролизный завод. завод железобетонных изделий, молокозавод, мясокомбинат.
По закону Архангельской области 2004 года город областного подчинения Онега был включён в состав Онежского района в качестве муниципального образования (городского поселения) «Онега».

## Население
| 1781    | 1856    | 1867    | 1886    | 1897    | 1913    | 1918    | 1926    | 1931    | 1939    | 1959    | 1967    |
| ------- | ------- | ------- | ------- | ------- | ------- | ------- | ------- | ------- | ------- | ------- | ------- |
| 1173    | ↗1500   | ↗1821   | ↗2592   | ↘2541   | ↗4500   | ↗5613   | ↘5300   | ↗12 500 | ↗15 800 | ↗21 306 | ↗25 000 |
| 1970    | 1979    | 1989    | 1992    | 1995    | 1996    | 1997    | 1998    | 2000    | 2001    | 2002    | 2003    |
| ↗25 047 | ↘24 986 | ↗26 070 | ↗26 100 | ↗26 200 | ↘25 800 | ↗25 900 | ↘25 400 | ↘24 800 | ↘24 500 | ↘23 430 | ↘23 400 |
| 2005    | 2006    | 2007    | 2008    | 2009    | 2010    | 2011    | 2012    | 2013    | 2014    | 2015    | 2016    |
| ↘22 900 | ↘22 716 | ↘22 500 | ↘22 400 | ↘22 289 | ↘21 359 | ↘21 321 | ↘21 017 | ↘20 620 | ↘20 284 | ↘20 051 | ↘19 706 |
| 2017    | 2018    | 2019    | 2020    | 2021    | 2023    |         |         |         |         |         |         |
| ↘19 381 | ↘19 030 | ↘18 830 | ↘18 493 | ↘16 947 | ↘16 449 |         |         |         |         |         |         |

На 1 января 2025 года по численности населения город находился на 754-м месте из 1124 городов Российской Федерации.
На 1781 год население города составляло 1173 человека, в 1886 году — 2592 человека (на тот момент — второй по населению, после Архангельска, город Архангельской губернии). Численность населения по Первой всеобщей переписи населения Российской Империи 1897 года — 2541 человек (1288 мужчин и 1253 женщины). В 1934 году население достигло 13 тыс. человек, в 1974 году — 25 тыс. человек. 

## Экономика
Онега вместе с Онежским районом приравнена к районам Крайнего Севера, а также входит в состав Арктической зоны Российской Федерации.
Распоряжением Правительства РФ от 29 июля 2014 года № 1398-р «Об утверждении перечня моногородов» муниципальное образование включено в категорию «Монопрофильные муниципальные образования Российской Федерации (моногорода) с наиболее сложным социально-экономическим положением».

### Промышленность
Основу экономики города составляет лесопромышленный комплекс. Градообразующим предприятием является лесопильно-деревообрабатывающий комбинат (ОАО «Онежский ЛДК»), в городе находится также производственно-лесозаготовительное объединение «Онегалес», осуществляющее лесозаготовки в нескольких районах Архангельской области.
Ранее в городе действовал гидролизный завод, производивший из отходов лесопиления этиловый спирт, кормовые дрожжи, фурфурол. В 2016 году на базе бывшего гидролизного завода запущен завод по производству биотоплива (пеллеты) из отходов лесопереработки.

### Транспорт
Морской порт, железнодорожная станция, аэропорт Онега.
Онежский морской порт был открыт в 1781 году. Навигация с мая до начала ноября, предпринимались попытки круглогодичной навигации с использованием ледоколов. Порт расположен в устье Онеги, может принимать суда длиной до 115 метров, с осадкой до 4,5 метра. В связи с мелководностью Онежской губы эксплуатируются подходные каналы и фарватеры протяжённостью 12 миль. Основной перевозимый груз — лес (пиломатериалы, кругляк, щепа).
Город связан построенной в 2000-х годах автодорогой с Северодвинском, по ней действует автобусное сообщение с Северодвинском и Архангельском. Автобусные маршруты связывают Онегу также с рядом населённых пунктов района. Действует 4 внутригородских автобусных маршрута. Между основной и левобережной частями города во время навигации ходит паро́м, зимой создаётся дорога по льду.
В 13 км восточнее города Онеги расположен заброшенный военный аэродром Ватега (длина взлётно-посадочной полосы около 3 км).

## Радио
- 70,19 Радио России / Радио Поморье
- 101,8 Маруся FM
- 102,7 Радио России / Радио Поморье

## Памятники природы
- Сосновая роща 3,0 га  ландшафтный; северная окраина г. Онеги.
- Талицкий ключ 0,3 га  ландшафтный; восточная окраина г. Онеги на правом берегу реки Онеги.

## Достопримечательности
- Амбар середины XIX века (проспект Кирова, 60)[48]
- Лазаревская церковь[49]
- Свято-Троицкий собор[50]
- Братская могила жертв интервенции на Севере 1918—1920 годов[51].
- Бюст дважды Героя Советского Союза А. О. Шабалина[52]